# Sveti Vid-Miholjice
 Sveti Vid-Miholjice  (olaszul: San Vito-San Michele) falu Horvátországban Tengermellék-Hegyvidék megyében. Közigazgatásilag Malinska-Dubašnica községhez tartozik.

## Fekvése
Krk északnyugati részén Malinskától 1 km-re északkeletre fekszik. A szigetnek ezt a részét, ahova  Sveti Vid - Miholjice és a környező települések is tartoznak Dubašnicának hívják. Jellegzetes krki település központjában templommal, kis kőházakkal, mely jellegzetes képe miatt kulturális minisztériumi védelem alatt áll.

## Története
Az ókorban közelében a Cickini erdőben haladt el a Curicumot (Krk) Fulfinummal (Omišalj) összekötő római kocsiút. Az erdő elnevezése ma is találgatások tárgya.  Marija és Hrvoje Turk a Sveti Videt bemutató munkája szerint Szent Cecília a templomi kórusok védőszentje, prof. dr. sc. Miljenko Jurković szerint Szent Kvirin a krki püspökség védőszentje, Ranko Starac az itteni ásatások vezetője szerint Szent Ciprián püspök karthágói vértanú neve maradt fenn eltorzítva a névben. Az erdőben egy az 5. és 7. század között épített templomkomplexum romjai kerültek elő. A templom valószínűleg a 7. század elején történt avar-szláv betöréskor égett le, de ekkor még bár a lakosság már láthatóan szegény volt helyreállították. Véglegesen csak a 8. században a horvátok újabb betelepülése előtt pusztult el. Amint az élet újra rendeződött a lakosság új letelepedési helyén egy kisebb kápolnát épített magának, az épületegyüttest pedig benőtte a sűrű erdő.
Sveti Vid település magja egy Szent Vid kápolna körül alakult ki, melynek építése egyben a település történetének kezdetét jelenti. A szakrális épület körüli lakóépületek jellegzetességei alapján a település a 16. – 17. században fejlődött ki. A további fejlődés során az elhagyott Miholjice - Semenje település egykori Szent Mihály plébániatemplomából a plébánia székhelye is Szent Vidre került. Velence vazallusaiként Krk szigetét 1480-ig a Frangepánok igazgatták. Dubašnica volt a Krk-sziget egyetlen része, ahol ebben a korban városi település nem alakult ki. Ezt a vidéket egykor nagy kiterjedésű erdők és köztük legelők borították, az újonnan érkező lakosság azonban fokozatosan szántókká változtatta. A sziget 1480-tól közvetlenül Velencei Köztársasághoz tartozott. A napóleoni háborúk egyik következménye a 18. század végén a Velencei Köztársaság megszűnése volt. Napóleon bukása után Krk is osztrák kézre került, majd a 19. század folyamán osztrák uralom alatt állt. 1867-től 1918-ig az Osztrák-Magyar Monarchia része volt. 1857-ben 62, 1910-ben 39 lakosa volt. 1895-re felépült a település új plébániatemploma, melyet a régi miholjicei plébániatemplom nyomán Szent Mihály arkangyal tiszteletére szenteltek. Az Osztrák–Magyar Monarchia bukását rövid olasz uralom követte, majd a település a Szerb–Horvát–Szlovén Királyság része lett. A második világháború idején előbb olasz, majd német csapatok szállták meg. A háborút követően újra Jugoszlávia, majd az önálló horvát állam része lett.  2011-ben 257 lakosa volt.

## Nevezetességei
- Mihály arkangyal tiszteletére szentelt plébániatemploma a település központjában áll. A templom 1890 és 1895 között épült.
- A falutól keletre fekvő Cickini erdőben kora keresztény szakrális épületegyüttes[4] romjai találhatók, melyet a szakemberek az 5. és 7. század közötti időre datálnak. Az épületegyüttesben a templomon kívül néhány lakó és gazdasági épület maradványai találhatók. Feltárásuk 2002-ben kezdődött el és öt évig folyt. A templom az 5000 négyzetméteres ásatási terület délnyugati szélén helyezkedett el. A feltárás eredményei szerint a templom latin kereszt alaprajzú, egyhajós építmény volt félköríves apszissal, fedett előcsarnokkal. Harangtornya az északnyugati oldalon állt. A szentélyben megmaradtak a papi ülőhelyek nyomai,  délnyugati részén pedig boltozott kriptát találtak. A feltárás során előkerültek az 5. századi oltárépítmény részei, a 6. századi felújításkor készített oltár egy táblatöredéke, keresztelőkút maradványai és még számos kőmaradvány melyeket hasonló módon konzerváltak. A templom súlyos károkat szenvedett a 7. század elején egy tűzvészben, de nagyon gyorsan helyreállították, végleg csak a 8. században pusztult el. Falai mintegy másfél méter magasságban maradtak meg.[2]
- A templomtól északra egy „villa rusticának” meghatározott épület romjai közül egy ciszternából cserép és téglatöredékek mellett a romokat keltezve Traianus császár bronz érméje került elő az 1. századból.

## Lakosság
| Lakosság változása | Lakosság változása | Lakosság változása | Lakosság változása | Lakosság változása | Lakosság változása | Lakosság változása | Lakosság változása | Lakosság változása | Lakosság változása | Lakosság változása | Lakosság változása | Lakosság változása | Lakosság változása | Lakosság változása | Lakosság változása |
| ------------------ | ------------------ | ------------------ | ------------------ | ------------------ | ------------------ | ------------------ | ------------------ | ------------------ | ------------------ | ------------------ | ------------------ | ------------------ | ------------------ | ------------------ | ------------------ |
| 1857               | 1869               | 1880               | 1890               | 1900               | 1910               | 1921               | 1931               | 1948               | 1953               | 1961               | 1971               | 1981               | 1991               | 2001               | 2011               |
| 219                | 241                | 276                | 309                | 331                | 363                | 334                | 339                | 309                | 304                | 269                | 244                | 195                | 255                | 256                | 257                |